# Lisa Hannigan
Lisa Margaret Hannigan (Kilcloon, Condado de Meath, 12 de Fevereiro de 1981) é uma cantora e compositora irlandesa.
Lisa iniciou sua carreira musical cantando com Damien Rice em 2001, participando dos shows e da gravação dos dois primeiros álbuns de estúdio do cantor. Ela está presente na maioria das músicas do álbum O. No álbum 9, ela participa da música "9 Crimes" que foi o primeiro single do disco.
Lisa também ficou conhecida por fazer a voz da Diamante Azul em Steven Universe

## Carreira
Lisa já se interessava pelo canto desde os tempos de escola, cantando nos corais escolares, ouvindo Maria Callas e tentando reproduzir o que escutava no rádio. Depois de se encontrar com o músico Damien Rice, iniciou uma parceria musical que reforçou sua ligação com o mundo da música. Participou da produção e gravação dos primeiros singles do cantor, e quando ele gravou o primeiro álbum, Lisa participou de todas as faixas. Durante o período em que o cantor esteve em turnê, Lisa acompanhou-o, juntamente com um grupo de músicos, com os quais travou um relacionamento profissional que rendeu outros trabalhos conjuntos. Além de emprestar a voz às canções de Rice, Lisa também cantou com Mic Christopher e Herbie Hancock. Após uma participação menor no segundo álbum de Damien Rice, Lisa desligou-se dele em março de 2007, e junto com Tom Osander, Shane Fitzsimons e Donagh Molloy iniciou a gravar seu primeiro single, com a participação dos músicos Gavin Glass, Lucy Wilkins e Vyvienne Long.

## Discografia
| Ano  | Título                                                           | Notas |
| ---- | ---------------------------------------------------------------- | --- |
| 2001 | "What a Curious Notion"                                          | Faz os vocais nessa música do álbum Skylarkin', de Mic Christopher. O álbum foi terminado após a morte dele em 2001. |
| 2001 | "Get the Party Started"                                          | Dueto com Damien Rice para o álbum Even Better Than the Real Thing Vol. 1 realizado na Irlanda em 2003. |
| 2003 | "Then Go"                                                        | Hannigan canta esta canção composta por Rice, incluída no álbum Live from the Union Chapel. |
| 2003 | "Once I Loved", "Desafinado", "Waters of March (águas de março)" | Com Damien Rice, para a trilha sonora do filme irlandês Goldfish Memory. |
| 2004 | "Sideways Down"                                                  | Faz os vocais nessa canção do álbum Burn the Maps de 2004. |
| 2005 | "Unplayed Piano"                                                 | Dueto com Damien Rice, o single foi lançado em 2005 como apoio à campanha pela libertação de Aung San Suu Kyi na data de celebração de seu sexagésimo aniversário.                                                                                     |
| 2005 | "Don't Explain"                                                  | Com Damien Rice e Herbie Hancock. É uma participação no álbum Possibilities. |
| 2006 | "Don't Fuck with Me"                                             | Dueto com David Kitt, em seu álbum Not Fade Away. |
| 2006 | "Banríon Mo Chroí"                                               | Uma versão irlandesa para a canção "Queen of Hearts" (Mary Janes / Mic Christopher). Hannigan interpreta a canção juntamente com Shane Fitzsimons, Tomo e Vyvienne Long. A música é integrante do álbum Ceol 06.                                       |
| 2006 | "Couldn't Love You More"                                         | Uma canção inédita composta por John Martyn . |
| 2007 | "Last Leaf"                                                      | Composta por David Geraghty, a canção é integrante do álbum The Cake Sale, um álbum gravado com a participação de diversos músicos irlandeses objetivando angariar fundos para as campanhas "Oxfam" e "Ireland Make Trade Fair" , em novembro de 2006. |
| 2007 | "Some Surprise"                                                  | Composição de Paul Noonan, Lisa canta em dueto com Gary Lightbody. Canção integrante do álbumThe Cake Sale. Foi uma das canções que apareceram na série de TelevisãoGrey's Anatomy em 2007.                                                            |
| 2007 | "Needles"                                                        | Composição de Damien Rice para o projeto The Cake Sale. |
| 2008 | "Christmas Past"                                                 | Dueto com Mick Flannery em 2008. |
| 2008 | "Sea Sew"                                                        | Primeiro álbum somente da cantora, com 10 faixas de músicas que acompanham o seu estilo, incluindo os singles I Don't Know e Lille |
| 2009 | "Courting Blues"                                                 | Versão irlandesa para a canção Bert Jansch integrante do álbum Sparks n' Mind.«Springsteen, Pixies & Portishead covered for Irish charity album». Hot Press. 25 de maio de 2009. Consultado em 17 de setembro de 2009                                  |
| 2011 | "Passenger"                                                      | Com 11 novas faixas, foi o segundo álbum indicado pela Choice Music Prize da cantora. |
| 2016 | "At Swim"                                                        | Terceiro álbum de estúdio, foi lançado mundialmente em 19 de agosto de 2016, através da Hoop Recordings e Play It Again Sam. |

## Singles
| Ano  | Título                     | Álbum     |
| ---- | -------------------------- | --------- |
| 2008 | "Lille"                    | Sea Sew   |
| 2009 | "I Don't Know"             | Sea Sew   |
| 2009 | "An Ocean and a Rock"      | Sea Sew   |
| 2011 | "Knots"                    | Passenger |
| 2012 | "What'll I Do"             | Passenger |
| 2012 | "O Sleep"                  | Passenger |
| 2012 | "Home"                     | Passenger |
| 2012 | "Passenger"                | Passenger |
| 2012 | "Safe Travels (Don't Die)" | Passenger |
| 2016 | "Prayer For The Dying"     | At Swim   |
| 2016 | "Fall"                     | At Swim   |
| 2016 | "Ora"                      | At Swim   |